# Fitz Hugh Ludlow
Fitz Hugh Ludlow (1836-1870) fue un escritor estadounidense.

## Biografía
Hijo de Henry G. Ludlow (1797 - 1867), un predicador protestante abolicionista que también escribió varios opúsculos contra el opio y el alcohol, nace el 11 de septiembre de 1836 en Nueva York. Durante su vida de estudiante acudió al College of New Jersey (actualmente Princeton University) en 1854 y posteriormente a otras, entrando en la Cliosophic Society y en la Kappa Alpha Society, agrupaciones universitarias.
A finales de la década de 1850, pertenece al grupo literario Gotham (en el que también estaban Walt Whitman y otros), escribiendo numerosos artículos en los periódicos Weekly, Monthly, Bazar, New York World, Commercial Advertiser, Evening Post, Home Journal, Vanity Fair, Knickerbocker, Northern Lights, The Saturday Press, y el Atlantic Monthly.
Siguiendo el modelo de Thomas De Quincey y sus Confessions of an English Opium-Eater (Confesiones de un inglés comedor de opio) de 1820, escribe su principal obra, The Hasheesh Eater (El comedor de hachís) en 1857, un libro autobiográfico en el que Ludlow describe sus estados alterados de conciencia y sus divagaciones filosóficas bajo los efectos de grandes cantidades de extracto de cannabis
En 1863 se traslada a San Francisco, publicando su segundo libro, The Heart of the Continent (El corazón del continente), pero al año siguiente se instalará en Nueva York, donde morirá el 12 de septiembre de 1870, con 34 años.